# Морісвілл (Техас)
Морісвілл (англ. Mauriceville) — переписна місцевість (CDP) в окрузі Орандж, штат Техас, США. Населення — 3252 особи (2010).

## Географія
Морісвілл розташований за координатами 30°13′52″ пн. ш. 93°52′17″ зх. д. / 30.23111° пн. ш. 93.87139° зх. д. (30.231045, -93.871478).  За даними Бюро перепису населення США в 2010 році переписна місцевість мала площу 21,86 км², з яких 21,78 км² — суходіл та 0,08 км² — водойми.

## Демографія
Згідно з переписом 2010 року, у переписній місцевості мешкали 3252 особи в 1110 домогосподарствах у складі 889 родин. Густота населення становила 149 осіб/км². Було 1210 помешкань (55/км²).
Расовий склад населення:
| - 94,6 % — білих - 0,8 % — чорних або афроамериканців - 0,3 % — корінних американців - 0,1 % — вихідців з тихоокеанських островів - 2,4 % — осіб інших рас |

До двох чи більше рас належало 1,9 %. Частка іспаномовних становила 8,3 % від усіх жителів.
За віковим діапазоном населення розподілялося таким чином: 30,0 % — особи молодші 18 років, 60,7 % — особи у віці 18—64 років, 9,3 % — особи у віці 65 років та старші. Медіана віку мешканця становила 35,2 років. На 100 осіб жіночої статі в переписній місцевості припадало 98,7 чоловіків;  на 100 жінок у віці від 18 років та старших — 95,7 чоловіків також старших 18 років.
Середній дохід на одне домашнє господарство  становив 67 653 долари США (медіана — 60 777), а середній дохід на одну сім'ю — 76 344 долари (медіана — 71 761). За межею бідності перебувало 16,1 % осіб, у тому числі 20,3 % дітей у віці до 18 років та 0,0 % осіб у віці 65 років та старших.
Цивільне працевлаштоване населення становило 1269 осіб. Основні галузі зайнятості: освіта, охорона здоров'я та соціальна допомога — 29,0 %, виробництво — 22,1 %, будівництво — 17,3 %.